# Акула чорноноса
Акула чорноноса (Carcharhinus acronotus) — акула з роду сіра акула родини сірі акули.

## Опис
Загальна довжина досягає 2 м при вазі до 20 кг, в середньому — 1,3-1,4 м при вазі 10 кг. Голова витягнута. Морда довга та округла. На верхній щелепі є 12-13, на нижній — 11-12 рядів на кожній стороні, з 1-2 зубами на симфізу (в центрі). Зуби трикутні, скошені із зазубреними краями. У неї 5 пар зябрових щілин. Тулуб стрункий, обтічний. Грудні плавці короткі. Має 2 спинні плавці та 1 анальний. Перший спинний плавець та трохи серпоподібний, загострений на кінці. Другий спинний плавець відносно великий. Шкірні зубчики значні.
Забарвлення спини жовтувато-зеленувато-сіре, черево — від білого до жовтого. Відмітна ознака — невелика темна пляма на кінчику рила (особливо серед молодих акул), через що і отримала свою назву. Також кінець другого спинного плавця, верхня частка хвостового плавця верхньої лопаті, а іноді і нижньої його частки темного відтінку.

## Спосіб життя
Тримається на глибинах від 9 до 64 см. Зустрічається на континентальному та островному шельфах, придережних зонах серед водоростей. Здатна утворювати великі зграї, які у свою чергу слідують за косяками риб. Доволі моторна та хижа акула. Живиться дрібною рибою та головногими молюсками.
Статева зрілість настає у 4-5 років, при довжині самців 85-92 см, самиць — 85-100 см. Це яйцеживородна акула. Самиця після 8-11 місяців вагітності (у південних частинах ареалу наступає ранішен, ніж у північних) народжує 3-6 дитинчат завждовжки 45-50 см.
Є об'єктом промислового вилову, цінується м'ясо, плавці, печінка, шкіра цієї акули.
Випадків нападу на людей не зареєстровано, тому вважається не небезпечним для людини видом. Проте розміри і гострота зубів чорноносої акули цілком дозволяють віднести цих акул в переліку потенційно небезпечних, хоча серйозних каліцтв людині заподіяти вони не в змозі.
Тривалість життя сягає 16-19 років.

## Розповсюдження
Мешкає у західній частині Атлантичного океану — від узбережжя штату Північна Кароліна (США), до південної Бразилії. Проте в Карибському басейні майже не зустрічається.